# فاندرلي (لاعب كرة قدم مواليد 1987)
فاندرلي (بالبرتغالية: Vanderlei Francisco‏) هو لاعب كرة قدم برازيلي في مركز الهجوم، ولد في 25 سبتمبر 1987 في Valença, Rio de Janeiro ‏ في البرازيل. لعب مع أتلتيكو غويانيينسي وباوليستا وسانتو أندريه ونادي أيه بي سي ونادي جوينفيل ونادي ريفر تيريزينا ونادي ساو كايتانو.

## وصلات خارجية
- فاندرلي (لاعب كرة قدم مواليد 1987) على موقع دوري كوريا الجنوبية (الإنجليزية)
- فاندرلي (لاعب كرة قدم مواليد 1987) على موقع قاعدة بيانات كرة القدم.إي يو (الإنجليزية)
- فاندرلي (لاعب كرة قدم مواليد 1987) على موقع Soccerway.com (الإنجليزية)